# ルリノジコ
ルリノジコ (瑠璃野路子、 学名Passerina cyanea)は、スズメ目ショウジョウコウカンチョウ科に分類される鳥類の一種。

## 生態
渡り鳥である。ヒナの時期に北極星を見て方角を学習しており、星空を見せずに育てたところ、渡る方向が分からなかったという研究がある。

## 分布
アメリカ大陸